# Charles McGinnis
Charles English McGinnis (* 4. Oktober 1906 in Kansas City, Missouri; † 29. April 1995 in Peoria, Arizona) war ein US-amerikanischer Hochspringer und Stabhochspringer.
1928 wurde er mit seinen jeweiligen persönlichen Bestleistungen von 1,956 m und 4,11 m bei den US-Meisterschaften Zweiter im Hochsprung und Vierter im Stabhochsprung und qualifizierte sich damit in beiden Disziplinen für die Olympischen Spiele in Amsterdam. Dort wurde er im Hochsprung Siebter mit 1,88 m. Im Stabhochsprung lag er mit zwei weiteren Athleten, die 3,95 überquert hatten, hinter Sabin Carr (4,20 m) und William Droegemueller (4,10 m). Im Stechen um die Bronzemedaille setzte sich McGinnis gegen den Kanadier Victor Pickard und seinen Landsmann Lee Barnes durch.